# 21-й армійський корпус (Третій Рейх)
XXI-й (21-й) армі́йський ко́рпус (нім. XXI. Armeekorps) — армійський корпус Вермахту за часів Другої світової війни. 1 березня 1940 у зв'язку з підготовкою до вторгнення до Норвегії переформований на XXI-у армійську групу.

## Історія
XXI-й армійський корпус був сформований 1 липня 1939 у I-му військовому окрузі (нім. Wehrkreis I).

## Райони бойових дій
- Німеччина (Східна Пруссія) (липень — вересень 1939);
- Польща (вересень 1939 — січень 1940);
- Німеччина (Нижній Рейн) (січень — березень 1940).

## Командування

### Командири
- генерал-лейтенант, з 1 жовтня 1939 генерал від інфантерії Ніколаус фон Фалькенгорст (нім. Nikolaus von Falkenhorst) (1 липня 1939 — 1 березня 1940).

## Бойовий склад 21-го армійського корпусу
Формування управління, забезпечення та підтримки
- 11-те командування охорони державного кордону (Grenzschutz Abschnitts Kommando 11)
- 463-тє управління корпусного постачання (Korps-Nachschubtruppen 463);
- 463-й корпусний батальйон зв'язку (Korps-Nachrichten-Abteilung 463);
- 9-й кулеметний моторизований батальйон (MG-Bataillon 9 (mot.);
- 1-й дивізіон 11-го зенітного полку (I./Flak-Regiment 11);
- 511-й моторизований артилерійський дивізіон (Artillerie-Abteilung 511 (mot.);
- 2-й дивізіон 57-го артилерійського полку (II./Artillerie-Regiment 57);
- 526-й артилерійський дивізіон (Artillerie-Abteilung 526);
- 1-й батальйон 10-го танкового полку (I./Panzer-Regiment 10).

- 21-ша піхотна дивізія (21. Infanterie-Division);
- 228-ма піхотна дивізія (228. Infanterie-Division).